# Samira Efendi
Samira Efendi, właściwie Samirə Azər qızı Əfəndiyeva, znana również jako Efendi (ur. 17 kwietnia 1991 w Baku) – azerska piosenkarka.
Niedoszła reprezentantka kraju w Konkursie Piosenki Eurowizji w 2020 roku. Reprezentantka Azerbejdżanu w 65. Konkursie Piosenki Eurowizji (2021).

## Życiorys
W 2014 roku wzięła udział w talent show Böyük Səhnə, który miał za zadanie wyłonić reprezentanta Azerbejdżanu na 59. Konkursie Piosenki Eurowizji w Kopenhadze. Dotarła wówczas do półfinału i nie zdołała awansować do finału programu. Rok później uczestniczyła w pierwszej edycji azerskiej wersji programu The Voice, w której zajęła 2. miejsce.
W 2020 roku azerski nadawca publiczny İTV ogłosił, że Efendi została wewnętrznie wybrana do reprezentowania kraju w Konkursie Piosenki Eurowizji z piosenką „Cleopatra”. Jednakże ze względu na pandemię COVID-19 konkurs nie odbył się. Kilka dni po odwołaniu konkursu – 20 marca tego samego roku potwierdzono, że Efendi będzie ponownie reprezentować kraj w konkursie w 2021 roku.
15 marca 2021 roku premierę miał jej singel „Mata Hari”, z którym reprezentowała Azerbejdżan w 65. Konkursie Piosenki Eurowizji. 18 maja wystąpiła jako czternasta w kolejności startowej w pierwszym półfinale i z ósmego miejsca awansowała do finału, który odbył się 22 maja. Wystąpiła w nim z dwudziestym pierwszym numerem startowym i zajęła 20. miejsce po zdobyciu 65 punktów w tym 33 punktów od telewidzów (17. miejsce) i 32 pkt od jurorów (19. miejsce).

## Dyskografia

### Single
| Rok                                                      | Tytuł         | Najwyższa pozycja na liście | Najwyższa pozycja na liście | Najwyższa pozycja na liście | Najwyższa pozycja na liście | Najwyższa pozycja na liście | Najwyższa pozycja na liście | Najwyższa pozycja na liście | Najwyższa pozycja na liście | Album |
| Rok                                                      | Tytuł         | BEL (Fl)                    | GRE                         | NLD                         | ICE                         | LTU                         | NOR                         | SWE                         | UK Down.                    | Album |
| -------------------------------------------------------- | ------------- | --------------------------- | --------------------------- | --------------------------- | --------------------------- | --------------------------- | --------------------------- | --------------------------- | --------------------------- | ----- |
| 2019                                                     | „Yarımın Yar” | –                           | –                           | –                           | –                           | –                           | –                           | –                           | –                           | –     |
| 2019                                                     | „Sən Gələndə” | –                           | –                           | –                           | –                           | –                           | –                           | –                           | –                           | –     |
| 2019                                                     | „Yol Ayrıcı”  | –                           | –                           | –                           | –                           | –                           | –                           | –                           | –                           | –     |
| 2020                                                     | „Cleopatra”   | –                           | –                           | –                           | –                           | –                           | –                           | –                           | –                           | –     |
| 2021                                                     | „Mata Hari”   | 56                          | 6                           | 44                          | 25                          | 18                          | 21                          | 47                          | 64                          | –     |
| „–” oznacza, że singel nie był notowany na danej liście. |               |                             |                             |                             |                             |                             |                             |                             |                             |       |